# 北山街道 (吉林市)
北山街道，是中华人民共和国吉林省吉林市船营区下辖的一个乡镇级行政单位。

## 行政区划
北山街道下辖以下地区：
乐园社区、落马湖社区、长安社区、鞍山社区、迎山社区和西城社区。